# Германский фонд Маршалла
«Германский фонд Маршалла Соединённых Штатов» (англ. German Marshall Fund of the United States, GMF) — американский аналитический центр, основанный в 1972 году и посвящённый сотрудничеству между США и Европой. Штаб-квартира фонда находится в Вашингтоне.

## История
Фонд был основан в 1972 году за счёт средств, предоставленных германским канцлером Вилли Брандтом и составивших 150 миллионов немецких марок. Он был создан в честь 25-летия плана Маршалла — программы американской экономической помощи европейским странам, разрушенным в ходе Второй мировой войны.
Фонд получал дополнительные гранты германского правительства в 1986 и 2001 годах. После падения Берлинской стены в 1989 году фонд расширил свою деятельность на центральную и восточную Европу.
В марте 2018 года фонд был объявлен «нежелательной организацей» в России.

## Описание
Заявленная цель фонда — продвижение сотрудничества и взаимопонимания между США и Европой. Он занимается
- публичной политикой,
- выдачей грантов (в том числе через Балканский фонд за демократию[англ.]),
- проведением конференций (таких как Брюссельский форум, англ. Brussels Forum),
- организацией программ обмена и выдачей стипендий (таких как Мемориальная стипендия Маршалла, Marshall Memorial Fellowship)[5].

Фонд как организация зарегистрирована в США. Его попечительский совет возглавляет Дж. Робинсон Уэст. Штаб-квартира — в Вашингтоне, также имеются офисы в Европе (в Берлине, Братиславе, Париже, Брюсселе, Белграде и Бухаресте) и в Анкаре.
Фонд принимает деньги от фондов, правительств и корпораций, в том числе получал гранты от Европейского союза, Агентства США по международному развитию (USAID) и Фонда Чарльза Стюарта Мотта. По состоянию на 2007 год общие активы фонда составляли 254 миллиона долларов.

## Президенты
- Гвидо Голдман[англ.] (1972—1973)
- Бенджамин Рид[англ.] (1973—1977)
- Роберт Джеральд Ливингстон[нем.] (1977—1981)
- Лой Фрэнк[англ.] (1981—1995)
- Крейг Кеннеди (англ. Craig Kennedy; 1996—2014)
- Карен Донфрид (2014—2021)
- Ян Лессер (англ. Ian Lesser; 2021)
- Хезер Конли[англ.] (2022-н. в.)